# Формалистка теория на филма
Формалистка теория на филма e филмова теория, която е фокусирана върху формалните или технически елементи на филма, с други думи осветлението, аранжировката, звука, дизайн на снимачната площадка, употреба на цветове, композиция на заснемането и редакиране. Това е една основна теория в изследванията на филма днес.

## Идеологически формализъм
Идеологистите (ideologues) се фокусират върху това как възникващите в социо-икономическата среда натиск, напрежение и принуда създават определен стил, а автористите (auteurists) за това как авторите, т.е. режисьорите (в теорията за т.нар. авторско кино, където режисьорът е автор, букв. фр. auteur), слагат своя отпечатък върху материала. Формализмът е основно заинтересован със стила и това как той комуникира идеи, емоции и теми (много повече, отколкото твърдят критиците на формализма, според които той се концентрира върху темите на работата сама по себе си).